# 爸爸別說教
《爸爸別說教》（英語：Papa Don't Preach）是美國女歌手瑪丹娜在1986年6月發行的歌曲，為她第三張錄音室專輯《忠實者》（True Blue）推出的第二首單曲，它在美國和英國都拿下冠軍，成為瑪丹娜首支英美雙料冠軍曲，〈爸爸別說教〉也讓她獲得第29屆葛萊美獎「最佳流行女歌手」提名。

## 資料

### 歌曲簡介
〈爸爸別說教〉是一首節奏分明、旋律輕快的流行舞曲，瑪丹娜這次的造型顛覆了她以往性感嫵媚的形象，為了符合歌曲的意境，她剪短了頭髮，穿上T恤牛仔褲以及皮外套。但〈爸爸別說教〉在推出之後，歌曲的訴求卻帶來了媒體輿論兩面評價，瑪丹娜的想法很簡單，她只是想告訴大家當一個女孩子她要做一個人生重大的決定時，希望能有父親的支持陪伴，這只是一首對於生命即將誕生的讚頌。但衛道團體跳出來抨擊瑪丹娜，指責她鼓勵年輕女孩子未婚生子是不道德不負責任的行為，不過，反墮胎團體卻支持瑪丹娜決定要迎接小生命的想法。

### 商業成績
引起爭議話題的〈爸爸別說教〉在1986年6月11日發行單曲，6月28日進入單曲榜，首週成績為第42名，上一首單曲〈以生見證〉仍在第11名，名次正緩慢下降中。〈爸爸別說教〉在8月16日擊敗了芝加哥合唱團的前主唱彼得塞特拉的〈Glory of Love〉逕自登上告示牌單曲榜榜首位置，同一週《忠實者》也坐上告示牌專輯榜冠軍，而8月16日正是瑪丹娜的生日，這雙雙奪冠的成績剛好成為她最佳生日禮物。〈爸爸別說教〉在榜首獲得二週冠軍，銷售為金唱片，它在榜內停留共18週，成為瑪丹娜第4首美國冠軍單曲，它在1986年告示牌年終百大單曲名列第29名。
〈爸爸別說教〉除了在美國成績亮眼，在英國也傳出捷報，成為瑪丹娜繼〈跟上旋律〉之後第2首英國冠軍單曲，它在英國單曲榜獲得三週冠軍，而這也是瑪丹娜首支獲得英美兩地冠軍的單曲。
〈爸爸別說教〉的音樂影片拍攝的宛如一部音樂故事，這也讓瑪丹娜獲得第29屆葛萊美獎「最佳流行女歌手」提名，這是她繼〈為你瘋狂〉連續兩年獲得該獎項提名，不過兩次提名她都鎩羽而歸。第28屆葛萊美獎的「最佳流行女歌手」頒給了惠妮·休斯頓，第29屆則由樂壇常青樹芭芭拉·史翠珊獲得。

### 單曲收錄
〈爸爸別說教〉除收錄於瑪丹娜1986年第三張專輯《忠實者》中，其後亦收錄在瑪丹娜1990年的《瑪丹娜精選輯》（英語：The Immaculate Collection）和2009年的《娜經典》（英語：Celebration）兩張精選輯中。